# Königssee
Il Königssee (in bavarese Kenigssää; letteralmente “lago del Re”) è un lago tedesco situato in Baviera nel Berchtesgadener Land, vicino al confine con l'Austria e in parte compreso nel Parco nazionale Berchtesgaden. Si trova ai piedi della falda orientale del monte Watzman (2.713 m s.l.m.) nelle Alpi di Berchtesgaden ed è proprietà del Land della Baviera.

## Etimologia
La denominazione proviene presumibilmente non da König (Re), ma dal nome Kuno (Cuniberto). Questo emerge da più fonti storiche ed è confermato dal fatto che in passato era chiamato anche Kunigsee. È poi ancora in uso la denominazione Bartholomäsee (lago di Bartolomeo).

## Geografia
L'attuale lago si trova in una faglia tettonica che probabilmente esisteva già verso la fine del giurassico. Deriva certamente da un grande ghiacciaio che aveva raggiunto una profondità di circa 900 m e il cui ritiro ha lasciato il lago che oggi vediamo.
Da esso fluiscono il Königsseer Ache e il Berchtesgadener Ache (verso il fiume Salzach), mentre viene alimentato da vari torrenti che scendono dalle ripide valli circostanti, alcuni anche sotto forma di piccole cascate. Insieme alle slavine, nel corso dei secoli i depositi di materiale roccioso trasportati da uno di questi torrenti hanno creato la penisola di San Bartolomeo, un'estensione di circa 85 ha, sulla quale è stato eretto il santuario noto come Cappella di San Bartolomeo sul Königssee, un casino di caccia ed un punto di ristoro turistico.
L'estremità settentrionale del lago appartiene al comune di Schönau am Königssee, ove si trova anche un porticciolo da cui partono i battelli turistici (rigorosamente ad energia elettrica, essendo vietato nel parco di cui fa parte il lago l'utilizzo di motori a combustione interna) che fanno la spola fra il porto, la penisola di San Bartolomeo e l'estremità meridionale del lago, dalla quale con un cammino in lieve salita in una ventina di minuti si raggiunge un laghetto alpino, l'Obersee. All'estremità settentrionale vi è anche uno sbarramento che serve a regolare il flusso d'acqua in uscita dal lago. Il lago ha una sola isola, disabitata: l'isola di Christlieger.

## Galleria d'immagini

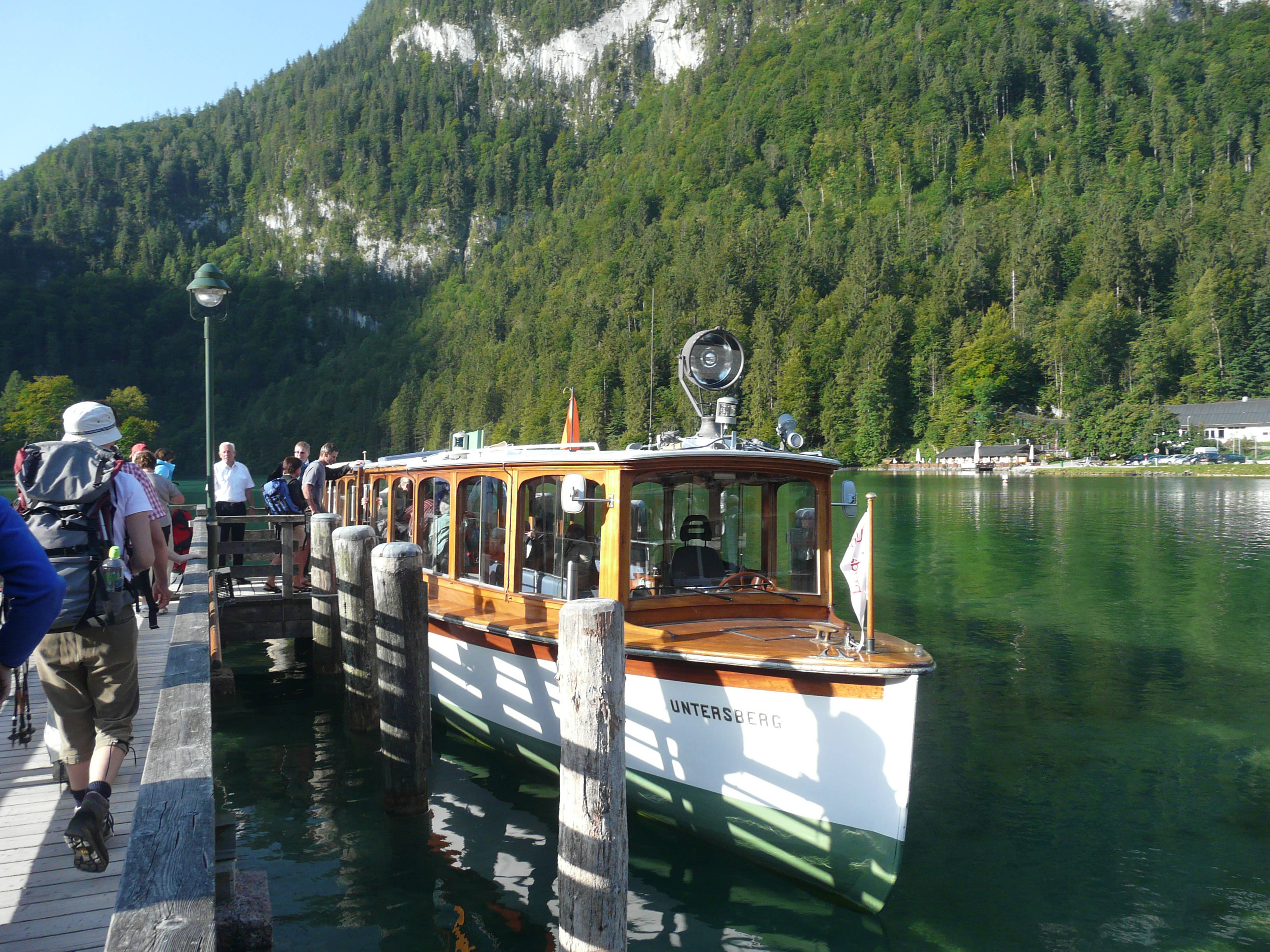
Imbarco al porticciolo di Schönau am Königssee per l'escursione sul lago.
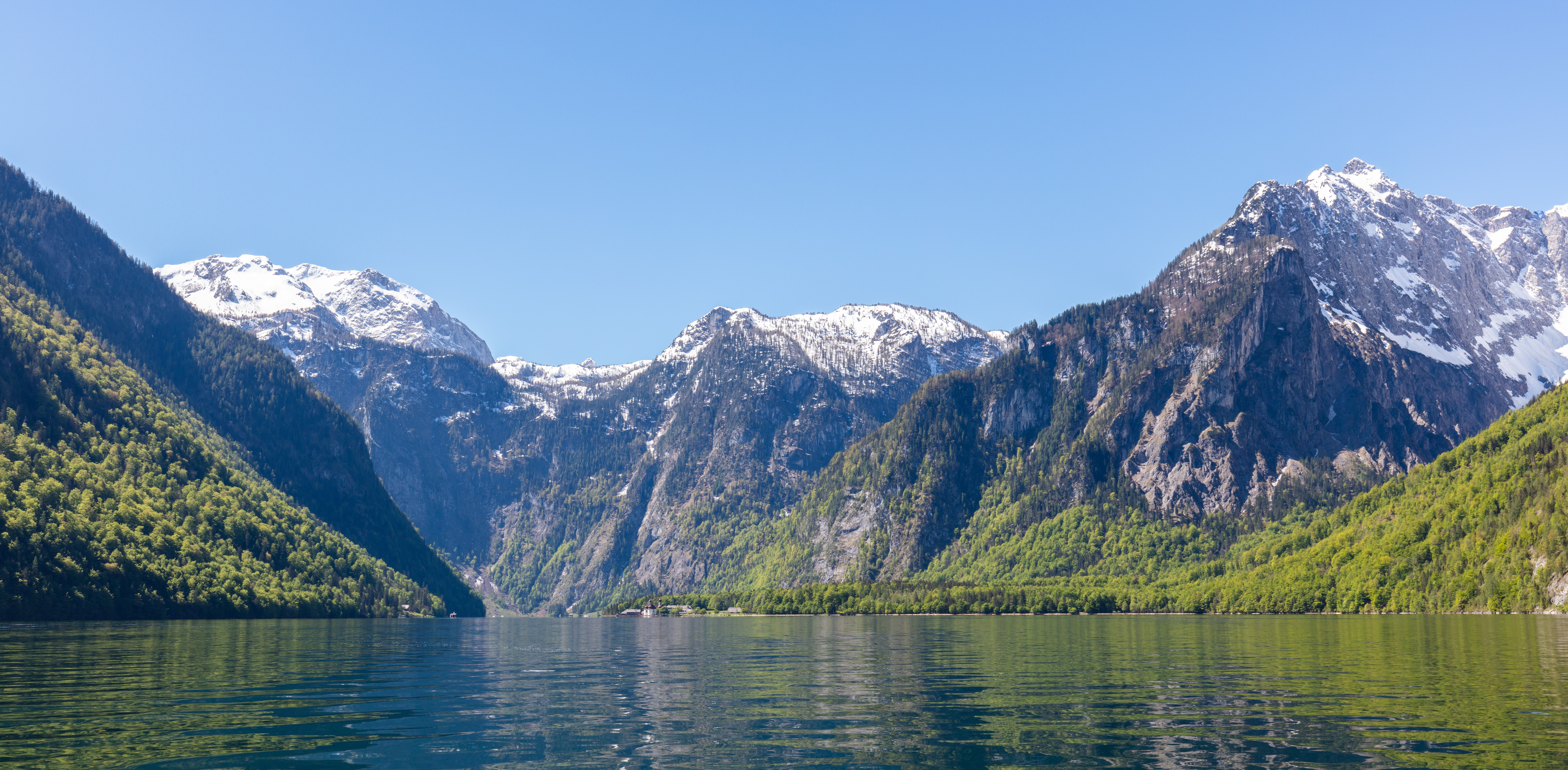
Vista sul lago da Schönau am Königssee.
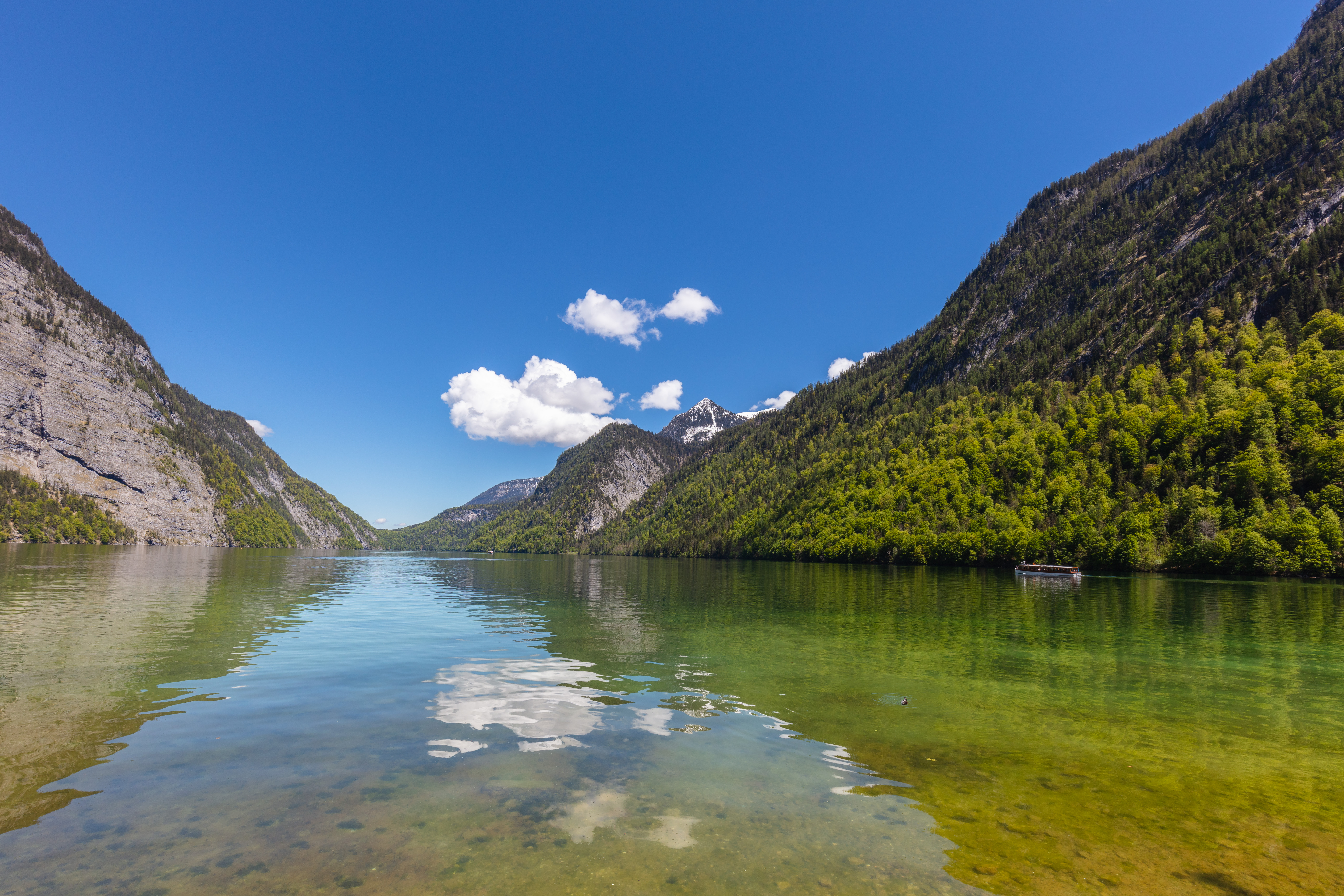
Vista sul lago dalla chiesa di San Bartolomeo.
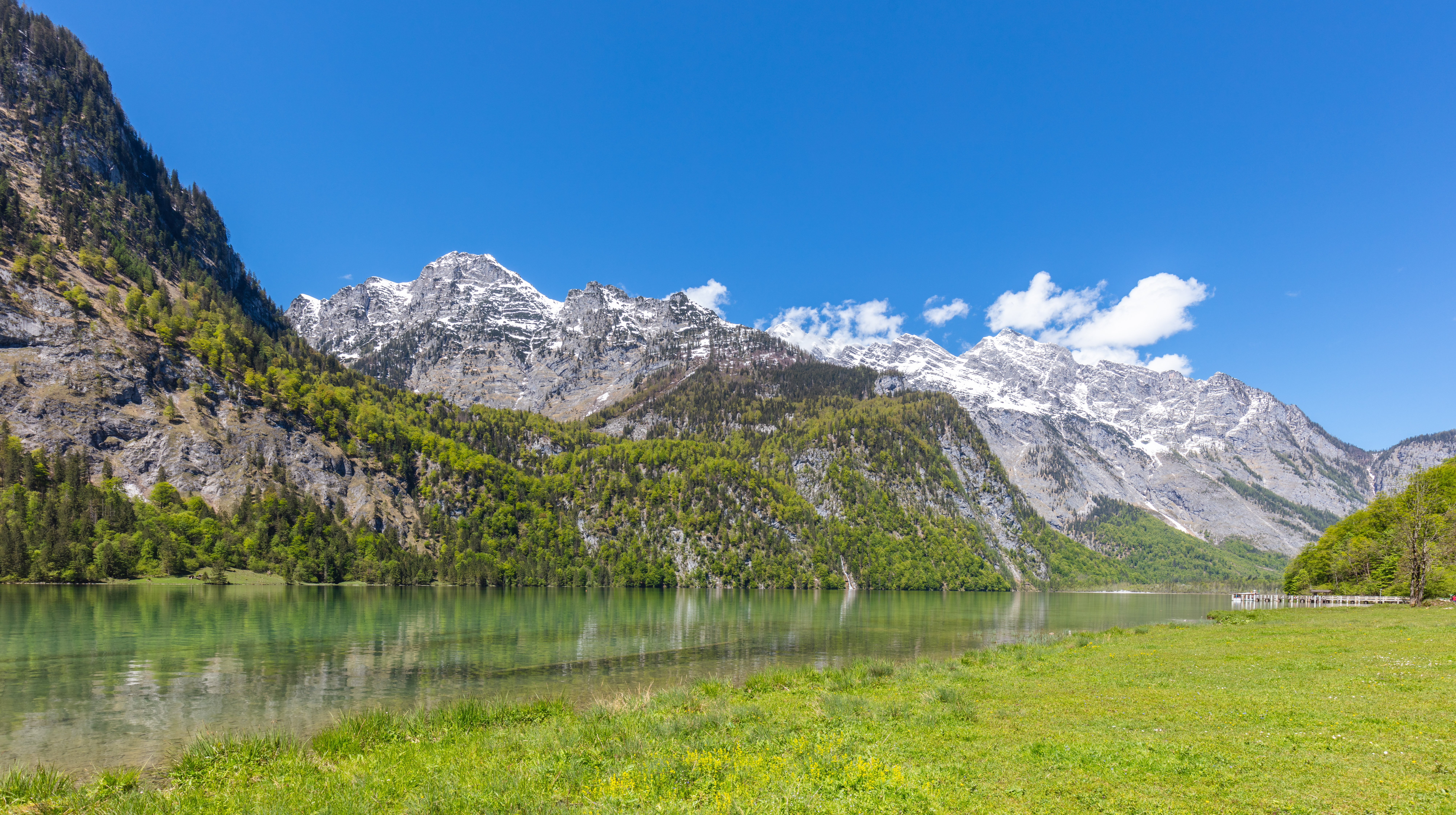
Vista sul lago da sud.